# 大村収容所事件
大村収容所事件（おおむらしゅうようじょじけん）とは、朝鮮戦争による朝鮮人密航者や、在日朝鮮人で犯罪を犯した者を送還するために収容する法務省入国管理庁の長崎県大村市にある入国者収容所（現：大村入国管理センター）で、1952年（昭和27年）11月に発生した事件。

## 事件の発端
1952年5月12日、法務省は朝鮮人410人を韓国の釜山に強制送還したが、韓国政府は125人については引き取りを拒否し、日本に送り返した。これらの逆送還者は大村収容所に収容された。
逆送還者は、韓国政府の逆送還で収容根拠を消失したと主張し、収容所からの即時釈放を要求した。これに民戦が同調し、「逆送還者奪還闘争」が繰り広げられた。

## 事件の概要
1952年11月11日午前10時30分、収容者の代表が所長との面談を申し入れたが、当局がこれを拒否したため、午後3時20分になって暴動が発生した。収容所の警備官や大村市警察の警察官は、催涙弾と消防車でこれを阻止し、ようやく鎮圧した。

## 裁判
長崎地方裁判所は1953年7月20日、被告15人中6人を無罪、残りの9人にそれぞれ懲役1年 - 5か月の有罪判決を言い渡した。

## その他
『大村収容所二十年史』（法務省大村入国者収容所,1970）によれば、1950年12月から1970年9月末までに大村収容所で起きた事件は、騒擾事件34件、ハンスト22件、逃走事件35件70名、暴行事件49件、その他、脱棟、放火未遂、退去強制令書破棄、自損行為27件（自殺既遂4件、同未遂16件、自損7件）、嬰児遺棄、告訴等42件となっている。